# 大山村 (鳥取県)
大山村（だいせんそん）は、鳥取県西伯郡にあった村。現在の西伯郡大山町の一部にあたる。

## 地理
大山とその北西麓に位置していた。
- 河川：阿弥陀川[3]、坊領川（佐摩川）[4]、鈑戸川[5]、川手川[6]
- 山岳：孝霊山[4]、鈑戸山[7]、鍋山[8]

## 歴史
- 1889年（明治22年）10月1日、町村制の施行により、汗入郡坊領村、佐摩村、今在家村、前村、豊房村、鈑戸村、大山村、宮内村、平村、赤松村が合併して村制施行し、大山村が発足[1][2]。旧村名を継承した坊領、佐摩、今在家、前、豊房、鈑戸、大山、宮内、平、赤松の10大字を編成[2]。
- 1896年（明治29年）4月1日、郡の統合により西伯郡に所属[2]。
- 1922年（大正11年）大山郵便局（大字坊領）開設[3]。
- 1936年（昭和11年）大山寺郵便局開設[2]。
- 1939年（昭和14年）大字佐摩に大山村診療所開設[2]。
- 1945年（昭和20年）大字豊房字岩伏に香取開拓団が入植[2]。
- 1954年（昭和29年）大字今在家・鈑戸に村内初の簡易水道設置[5][7]。
- 1955年（昭和30年）11月3日、西伯郡大山町と合併し大山町が存続して廃止された[1][2]。合併後、大山町大字坊領、佐摩、今在家、前、豊房、鈑戸、大山、宮内、平、赤松となる[2]。

### 地名の由来
大神のいます山、大神山から転じたもの。

## 産業
- 農業

## 交通

### 乗合バス
- 1935年（昭和10年）米子 - 大山間のバス路線開通[2]。

## 教育
- 1947年（昭和22年）大山中学校開校[4]

## 名所・旧跡
- 大山寺[2]
- 大山隠岐国立公園（1936年指定）[2]